# Унитарный патрон

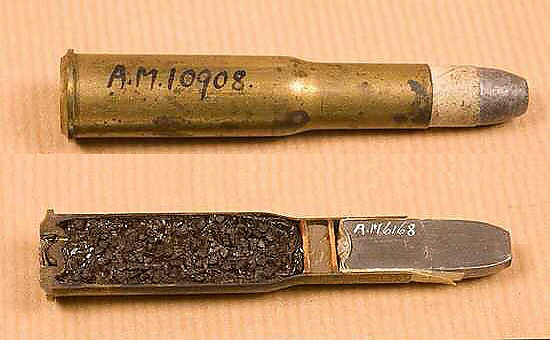
Устройство унитарного винтовочного патрона с металлической гильзой

Унита́рный патро́н (от лат. unitas — «единство») — разновидность оружейного патрона, в котором метательный заряд, воспламеняющий элемент (капсюль-воспламенитель) и снаряд в форме пули, дроби или иного поражающего элемента заключены в одно цельное изделие (либо в котором снаряд отсутствует как таковой, как например в холостых патронах), упрощающее и значительно ускоряющее процедуру перезаряжания огнестрельного оружия. 
Изобретение унитарного патрона, в свою очередь, сделало возможным переход от дульнозарядного к казнозарядному оружию, появлению магазинного оружия, а затем полуавтоматического и автоматического оружия.
Перечисленные этапы развития стрелкового оружия одновременно с эволюцией самого унитарного патрона приводили каждый к революционным преобразованиям в военном деле, сказывались кардинальным образом на изменении тактики ведения боя. Унитарный патрон прошёл ряд этапов развития, начиная с его изобретения в начале XIX века, придания ему современного вида ко второй половине XIX века и заканчивая серединой XX века, ознаменовавшейся массовым внедрением автоматического оружия под промежуточный патрон. Внедрение бумажного унитарного патрона на начальном этапе его развития привело к окончательному отказу от линейной тактики боя в пользу действий в рассыпном строю, затем в стрелковой цепи. Внедрение металлического унитарного патрона сделало возможным автоматизированное производство патронов, которые до того изготавливались вручную, что позволило предприятиям патронной промышленности увеличить темпы производства патронов в десятки и сотни раз.

## Предпосылки

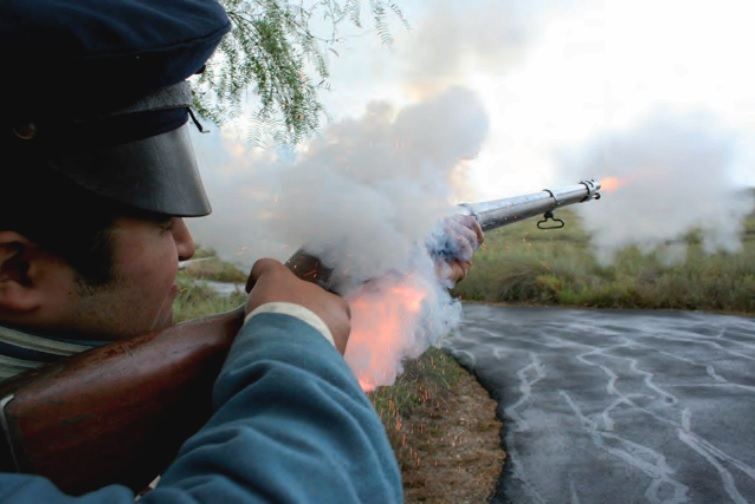
Применение патронов раздельного заряжания, помимо трудоёмкости самого процесса, угрожало прорывом пороховых газов, обжигавших руки и лицо

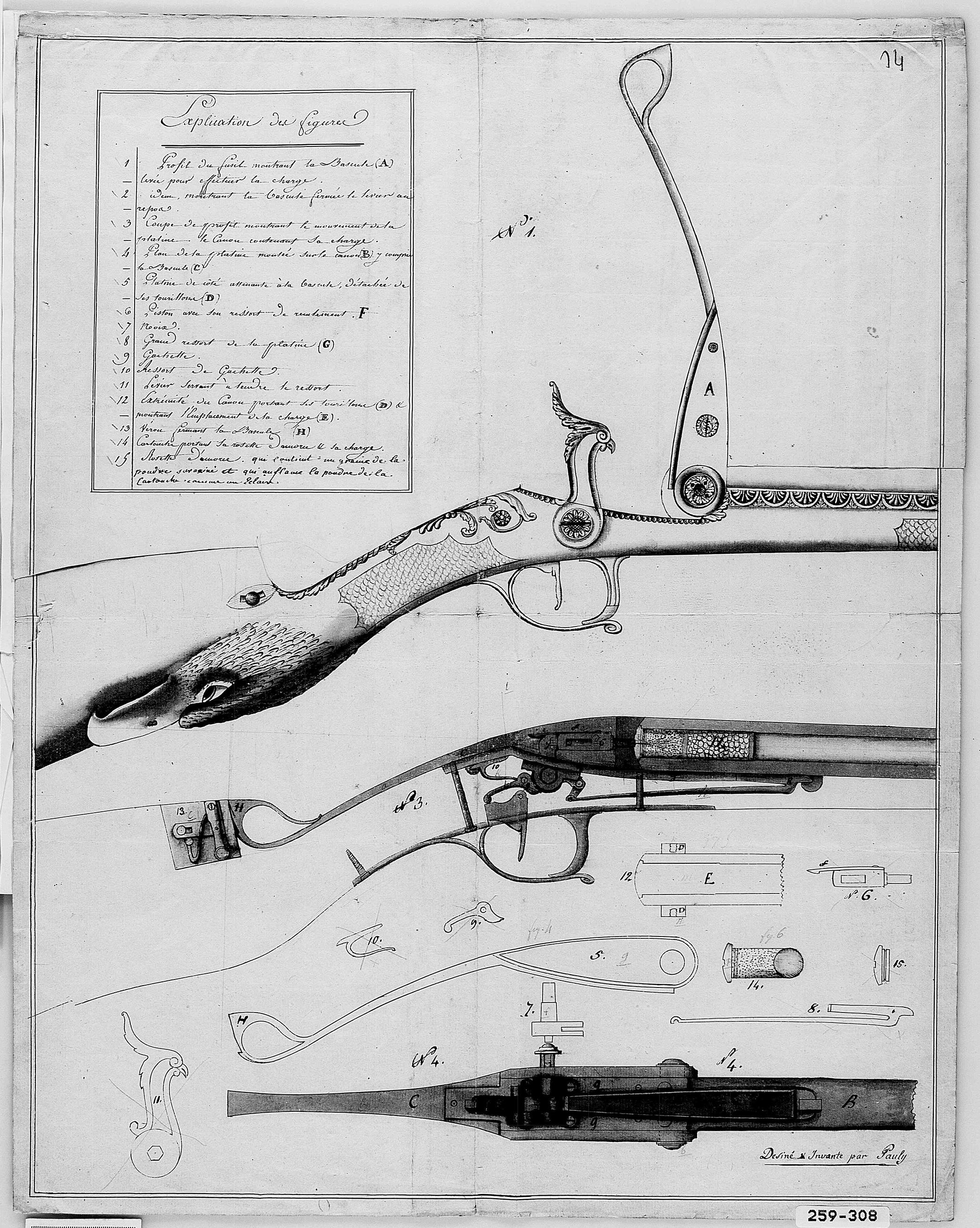
Патент Самуэля Паули 1812 года, содержащий изображение унитарного патрона в казнозарядном оружии

Заряжание с дула, практиковавшееся с самого появления огнестрельного оружия, представляет собой трудоёмкий процесс, требующий специальной подготовки стрелка для обеспечения требуемой скорострельности. Результаты исторических реконструкций, проведённых различными исследователями независимо друг от друга, показывают, что хорошо подготовленный стрелок может выполнить до четырёх полных циклов заряжания и стрельбы в минуту при стрельбе из стандартного пехотного гладкоствольного дульнозарядного мушкета. Четыре выстрела в минуту при стрельбе навскидку без расходования времени на прицеливание является пределом для дульнозарядного оружия. Наличие в стволе нарезов существенно усложняет процесс заряжания с дула, требуя приложения усилий для того, чтобы затрамбовать пулю вниз по каналу ствола. В силу этих причин, при стрельбе из нарезного мушкета скорострельность падала в несколько раз по сравнению с гладкоствольным. В 1850-х годах получили распространения патроны с пулями Минье, которые свободно входили в ствол, но при выстреле расширялись и входили в нарезы. Это позволило нарезным винтовкам сравняться в скорострельности с гладкоствольными. Однако изобретение винтовок, заряжающихся не с дула, а с казённой части позволило увеличить скорострельность ещё в несколько раз.

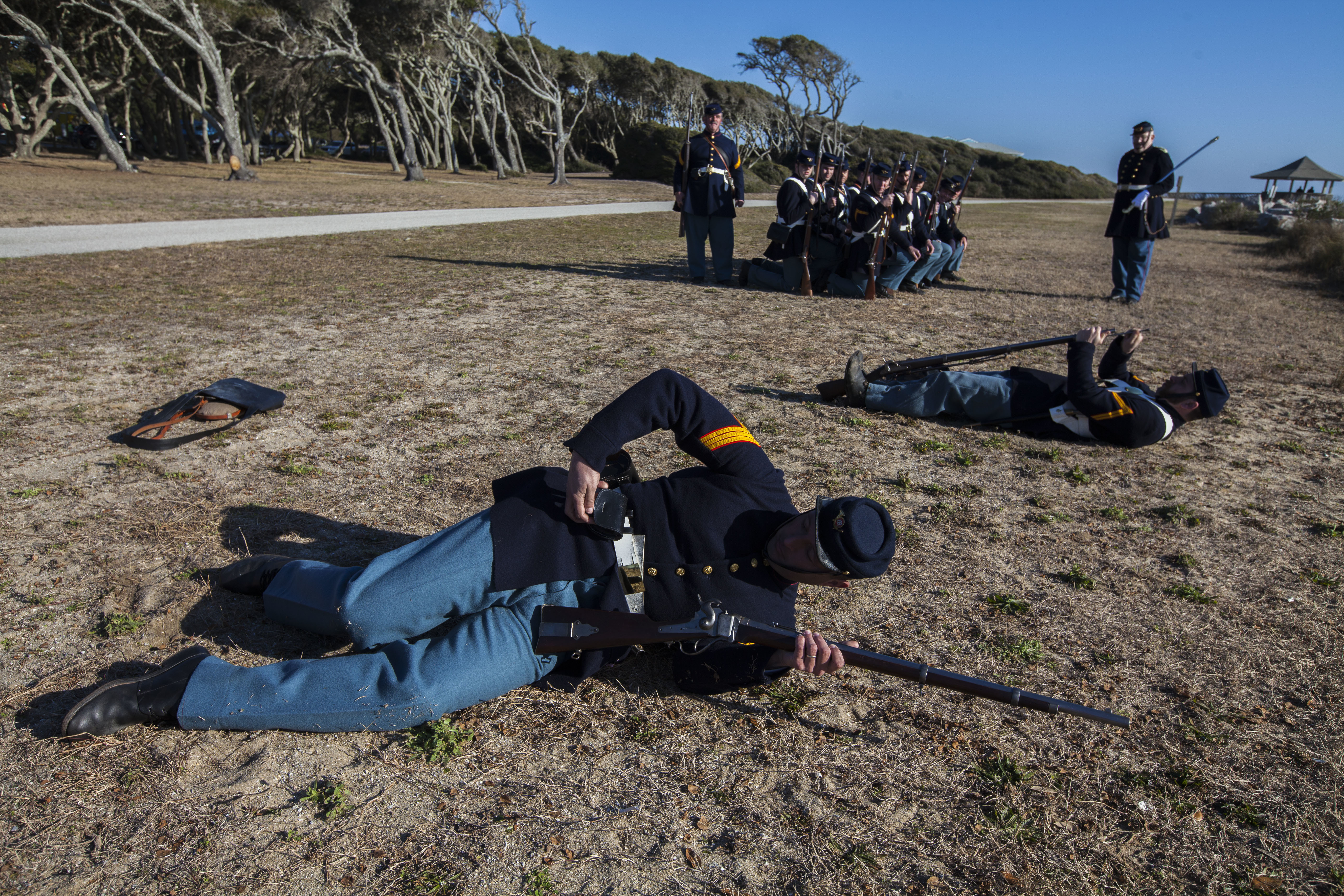
Стрелок с винтовкой Шарпса (на переднем плане) может легко и быстро перезарядить её лёжа на боку, в то время как перезаряжание лёжа дульнозарядного Спрингфилдского нарезного мушкета (позади) требует гораздо больших усилий

Стрельба из казнозарядного оружия унитарными патронами не требует особых навыков для его перезаряжания и даже неподготовленный стрелок может сделать 8-9 выстрелов в минуту, то есть в 2-3 раза больше, чем подготовленный стрелок из дульнозарядного оружия. Кроме того, процесс перезаряжания с казны позволяет свободно перезаряжать из положения лёжа, что весьма затруднительно при стрельбе из дульнозарядного оружия. Два указанных фактора вкупе с возможностью транспортировки и длительного складского хранения боеприпасов в виде, готовом к немедленному боевому применению, обусловили вытеснение патронов раздельного заряжания унитарными. Процесс замещения был весьма скорым и пришёлся на одно-два поколения, солдаты эпохи наполеоновских войн застали на старости лет переход армий их стран на казнозарядное оружие под унитарный патрон. При этом процесс носил хаотический характер с элементами взрывного ускорения на отдельных его этапах, то есть в одной и той же армии могли сосуществовать вместе дульнозарядные гладкоствольные мушкеты с казнозарядными нарезными мушкетами, магазинными винтовками и пулемётами, — именно так обстояли дела с вооружением армий обеих противоборствующих сторон во время гражданской войны в США. Появление казнозарядного оружия под унитарный патрон позволило прусской армии довершить процесс объединения германских земель победами над датской и австрийской армиями, а североамериканской армии Союза добиться победы над армией Конфедерации.

## История
Унитарный патрон и оружие под него были разработаны французским конструктором-оружейником швейцарского происхождения Самуэлем Жаном Паули, который представил своё изобретение научной общественности и военным чинам в Париже в 1812 году. Как полагает британский оружейный эксперт Йен Хогг, немедленному внедрению унитарного патрона Паули в производство помешали соображения того, что такое оружие было безотказным в руках подготовленного стрелка, но окажись оно в руках рядового солдата Наполеоновской Армии, неминуемо последовали бы трудности. Патрон конструкции Паули, безусловно, является одним из наиболее значительных изобретений в сфере стрелкового оружия.

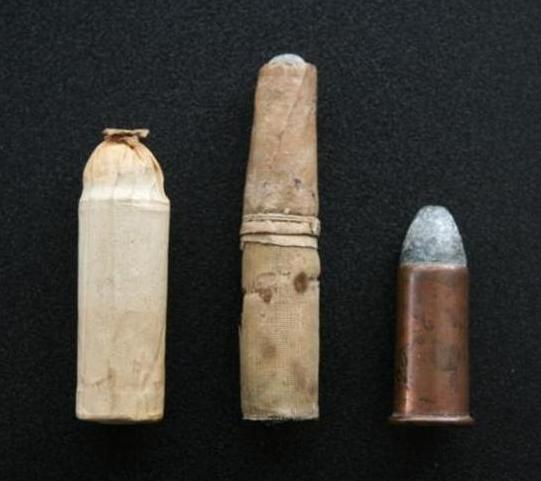
Унитарные винтовочные патроны 1860-х гг. с гильзами из картона и меди соответственно

Трудно сказать, какое влияние могло оказать внедрение унитарного патрона конструкции Паули на дальнейший ход Наполеоновских войн и как сложилась бы военная история XIX века, но проект во французском варианте его реализации не был осуществлён, и второе рождение обрёл только в США благодаря американскому изобретателю Кристиану Шарпсу, которому принадлежит авторство первого массового стрелкового оружия под унитарный бумажный патрон — винтовки Шарпса, повлиявшей на ход гражданской войны в США.

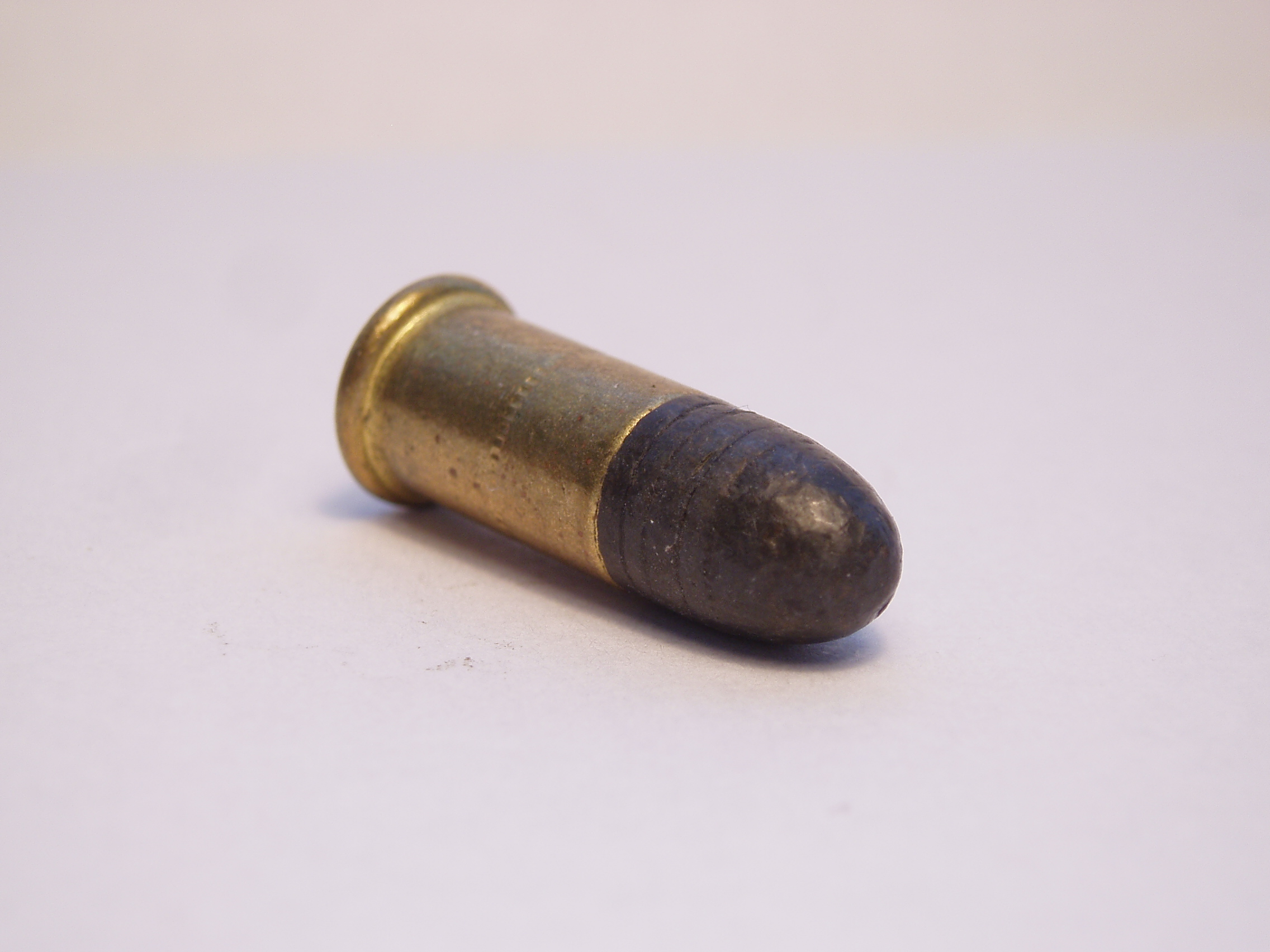
Патрон .22 short — точный аналог изобретённого Смитом и Вессоном в 1857 году

Там же в США, в 1857 году произошло другое важное событие в истории развития боеприпасов, — американские оружейники Хорас Смит и Д. Б. Вессон запустили в производство цельнометаллический унитарный патрон оригинальной конструкции, водонепроницаемый, кольцевого воспламенения с выступающей закраиной. Патрон конструкции «Смит-Вессон», обеспечивавший такое немаловажное качество как всепогодность, тем самым обеспечил эффективное применение стрелкового оружия в любых погодных условиях без риска отсыревания пороха, и в отличие от других вариантов патронов той поры, гарантированно защищал стрелка от единовременной детонации всего заряженного боекомплекта (что было распространённым происшествием при обращении с многозарядным оружием середины XIX века) и связанных с этим травм. Так, к примеру, американские военнослужащие, как в рядах федеральных войск, так и Конфедерации, опасались вооружаться револьверными карабинами Кольта, зная об имевших место случаях, когда в результате детонации зарядов в барабане стрелок лишился кисти руки, что обусловило их ограниченное применение только в тыловых гарнизонах. С внедрением металлического патрона не только возросла безопасность в обращении с оружием, но стало возможно их автоматизированное (конвейерное) массовое производство. До этого бумажные патроны собирались вручную, что было довольно трудоёмким процессом; на американских оружейных предприятиях до внедрения там металлического патрона работницы-женщины в штате занимались снаряжением и запечатыванием боеприпасов — это было распространённым занятием женщин и детей, как в США, так и в Британии, где на производстве боеприпасов трудились дети-сироты. Каждый выстрел периода Гражданской войны в США был сделан патроном, изготовленным вручную. Развитие технологий патронного производства позволяло разработать специальные прессовальные станки для изготовления металлических гильз и такие же станки для их снаряжения.
Кроме того, внедрение металлического унитарного патрона вкупе с совершенствованием механизмов извлечения стреляных гильз позволило перезаряжать оружие в гораздо более короткий интервал времени и проторило путь к появлению самозарядного, а затем и автоматического оружия.